# Семёнов, Юрий Павлович
Юрий Павлович Семёнов (род. 20 апреля 1935 года, Торопец, Калининская область) — советский и российский конструктор космической техники, педагог, профессор. Генеральный конструктор НПО «Энергия» (1989—2005). Председатель президиума научно-технического совета открытого акционерного общества «Ракетно-космическая корпорация „Энергия“ имени С. П. Королёва». Член ЦК КПСС (1990—1991 гг.).
Академик РАН (2000; член-корреспондент 1987). Герой Социалистического Труда (1976). Лауреат Ленинской премии (1978), Государственной премии СССР (1985) и Государственной премии РФ (1999). Член КПСС с 1964 года.

## Биография
Родился в городе Торопец (ныне — в Тверской области). До 1941 проживал в Ржеве. После начала войны вместе с семьёй эвакуировался в Молотовскую (ныне Пермскую) область в село Вогулка.
В 1946 году переехал в Днепропетровск, пошёл в 4-й класс 23-й школы. В 1953 году окончил школу и поступил в Днепропетровский государственный университет на физико-технический факультет.
После окончания в 1958 году университета работал в Особом конструкторском бюро (ОКБ-586), созданном в Днепропетровске для разработки и изготовления новых типов боевых ракет и космических аппаратов различного назначения. Там, начиная с 1955 года, он проходил ежегодную производственную практику.
С 1964 года переехал в Москву, работал в ОКБ-1 под руководством С. П. Королёва.
В январе 1978 года назначен заместителем генерального конструктора, главным конструктором космических кораблей и станций, директором программы международного сотрудничества.
23 декабря 1987 года избран членом-корреспондентом АН СССР, а 26 мая 2000 года — действительным членом (академиком) РАН. В 1990—1991 годах член ЦК КПСС.
С 1994 по 2005 год президент и Генеральный конструктор ракетно-космической корпорации «Энергия» им. С. П. Королёва.
В настоящее время живёт в Москве.
Женат на дочери А. П. Кириленко Валентине.

## Отличия
- Указом Президиума Верховного Совета СССР («закрытым») от 15 января 1976 года Семёнову Юрию Павловичу присвоено звание Героя Социалистического Труда с вручением ордена Ленина и золотой медали «Серп и Молот».
- Орден «За заслуги перед Отечеством» III степени (10 апреля 1995 года) — за заслуги перед государством и большой личный вклад в разработку и создание новых образцов космической техники[2]
- Два ордена Ленина
- Орден Трудового Красного Знамени
- Медаль «За заслуги в освоении космоса» (5 сентября 2011 года) — за большой вклад в разработку, создание и производство ракетно-космической техники, многолетнюю добросовестную работу[3]
- Медали
- Заслуженный деятель науки Российской Федерации (26 августа 1996 года) — за заслуги перед государством, большой вклад в становление и развитие отечественной ракетно-космической отрасли промышленности[4]
- Лауреат Ленинской и Государственных премий СССР.
- За создание на базе космических технологий комплекса средств протезирования нижних конечностей инвалидов, соответствующего мировому уровню, и его широкое внедрение в практику протезирования Юрию Семенову присуждена Государственная премия Российской Федерации 1999 года в области науки и техники.
- За создание пилотируемых космических комплексов «Салют», «Союз» и «Прогресс» первого, второго и третьего поколений и орбитальной станции «Мир» в 1987 году Президиум АН СССР наградил Семенова золотой медалью имени Циолковского.
- В октябре 2001 года Российской академией наук Семенов был награждён Золотой медалью имени Королева.
- Премия Правительства Российской Федерации имени Ю. А. Гагарина в области космической деятельности (2011) — за разработку, создание и интеграцию первого этапа российского сегмента Международной космической станции.
- Почётный гражданин Московской области (8 апреля 2005 года)[5].
- Международным признанием заслуг Ю. П. Семёнова явилось присуждение ему Международной премии Алана Д’Эмиля[англ.], золотой космической медали МАФ и Международной премии Франсуа-Ксавье Баньо (англ. Francois-Xavier Bagnoud Aerospace Prize) за личный вклад в создание орбитального пилотируемого комплекса «Мир»[6].
- Почётный гражданин города Королёв.
- Почётный гражданин города Байконур.
- Благодарность Президента Российской Федерации (25 апреля 2005 года) — за большой вклад в развитие отечественной космонавтики и многолетний добросовестный труд[7].
- Почётная грамота Правительства Российской Федерации (23 марта 2010 года) — за большой личный вклад в создание ракетно-космической техники и укрепление обороноспособности страны[8]
- Благодарность Правительства Российской Федерации (20 апреля 2005 года) — за заслуги в развитии отечественной космонавтики и в связи с 70-летием со дня рождения[9]